# イアン・コフーン (第7代準男爵)
第7代準男爵サー・イアン・コフーン（英語: Sir Iain Colquhoun, 7th Baronet、1887年6月20日 - 1948年11月12日）は、イギリスの準男爵、陸軍軍人。

## 経歴
1887年6月20日、第6代準男爵サー・アラン・コフーンとその妻ジャスティーン（旧姓ケネディ）の長男として生まれる。
1910年3月14日に父が死去し、第7代準男爵位を継承した。第一次世界大戦に従軍して負傷した。スコッツガーズ所属の中佐まで昇進した。
1932年にはスコットランド教会総会への勅使を務めた。1934年から1937年にかけてグラスゴー大学学長を務めた。ダンバートンシャー知事も務める。1937年にシッスル勲章を受勲した。
1948年11月12日に死去。

## 家族
1915年にジェラルド・テナントと結婚し、彼女との間に準男爵位を継承する長男アイヴァー・イアン・コフーンはじめ2男3女を儲ける。